# RKVV Wijnandia
RKVV Wijnandia is een amateurvoetbalvereniging uit Wijnandsrade, gemeente Beekdaelen, provincie Limburg, Nederland, opgericht in 1949. Het standaardelftal speelt in de Vierde klasse zondag (2022/23). Thuisbasis is het "Burgemeester Cortenraad Sportpark".

## Geschiedenis

### Ontstaan
Wijnandsrade heeft een rijke voetbalgeschiedenis met de oprichting van de W.V.C. (Wijnandsraadse Voetbal Club) in 1919. Ook Swier had haar eigen voetbalclub genaamd R.K.V.V. Forward, opgericht rond dezelfde tijd als W.V.C. In 1949 fuseerden deze clubs tot R.K.V.V. Wijnandia. 
De voetballers speelden aanvankelijk op schuine weilanden, waaronder het veld achter het kasteel van Wijnandsrade dat slechts één jaar werd gebruikt. Daarna verhuisden ze naar verschillende locaties zoals de kasteelhoeve 'Nythuizen' en de hoeve 'De Nieuwe Bongard'. Uiteindelijk vonden ze in 1962 hun thuis op het 'Burgemeester Cortenraad Sportpark'. In 2012 heeft Wijnandia haar jeugd samengevoegd met die van R.K.S.V. Minor, gelegen in het nabijgelegen dorp Nuth.
Wijnandia speelde competitie tegen naburige dorpen en heeft door de jaren heen verschillende kampioenschappen behaald.

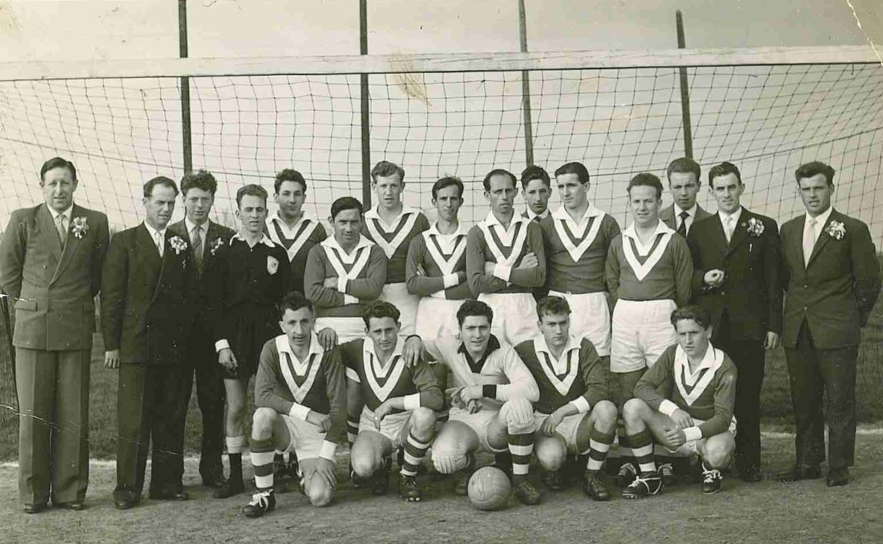
Teamfoto van het elftal dat in 1960 kampioen werd

## Kampioenschappen 1949 – heden
| Seizoen   | Gewonnen            | Klasse                     |
| --------- | ------------------- | -------------------------- |
| 1949/1950 | R.K.V.V. Wijnandia, | onbekend                   |
| 1959/1960 | R.K.V.V. Wijnandia, | Onbekend                   |
| 1961/1962 | R.K.V.V. Wijnandia, | 1e klasse afdeling Limburg |
| 1983/1984 | R.K.V.V. Wijnandia, | Onbekend                   |
| 2012/2013 | R.K.V.V. Wijnandia, | 5e klasse                  |
| 2017/2018 | R.K.V.V. Wijnandia, | 4e klasse                  |

### Seizoen 1949/1950
In het allereerste seizoen van Wijnandia, ontstaan na de fusie van W.V.C. en R.K.V.V. Forward, bleek een doorslaand succes. Ze werden direct kampioen en promoveerden in hun eerste jaar als Wijnandia.

### Seizoen 1959/1960
Wijnandia behaalde voor de tweede keer het kampioenschap in haar geschiedenis. Dit seizoen speelden ze op het veld bij de school en het sportpark Burgemeester Cortenraad. Ze hadden dit seizoen slechts één seniorenteam vanwege een tekort aan spelers. Het kampioenschap resulteerde in promotie naar de tweede klasse. Ter ere van het kampioenschap werd er een huldigingswedstrijd tegen RKVVH georganiseerd, die in een gelijkspel eindigde.

### Seizoen 1960/1961
In het seizoen van 1960/1961 behaalde voetbalteam Wijnandia voor de tweede keer op rij het kampioenschap, nadat zij ook in 1960 al kampioen waren geworden. Dit werd positief ontvangen, mede dankzij de toevoeging van Jack Storms (afkomstig van SV Limburgia) aan het team in 1959, die het stopperspilsysteem met succes introduceerde. Het bekwaam bestuur en de goede ploeg zorgden voor het kampioenschap in dat jaar. Wijnandia promoveerde naar 1e klasse afdeling Limburg en ze kregen zelfs kortstondig een voorproefje van het spelen onder auspiciën van de KNVB, zij het op het niveau van de vierde klasse.

### Seizoen 1983/1984
Na een periode van 20 jaar zonder kampioenschap behaalde Wijnandia eindelijk weer succes in het voetbal door kampioen te worden in het seizoen 1983/1984, onder leiding van trainer Peter van den Nieuwenhof, die dat jaar debuteerde bij de club. Van den Nieuwenhof, slaagde erin een sterke teamgeest te creëren. In het kampioensseizoen van 1983/1984 scoorde het team bijna 100 doelpunten, wat neerkwam op een opmerkelijk gemiddelde van 4 goals per wedstrijd. Het jaar daarop bereikte het team de bekerfinale, maar verloor helaas.
Tijdens de beslissende kampioenswedstrijd verraste de fanfare iedereen door het veld op te komen en te spelen terwijl de spelers nog aan het spelen waren.

### Seizoen 2012/2013
Onder leiding van trainer Richard Steijns behaalde Wijnandia het kampioenschap in de vijfde klasse door gelijk te spelen tegen Klimmen, waarmee ze voldoende punten behaalden om zichzelf tot kampioen te kronen.

### Seizoen 2017/2018
Dit seizoen mocht Wijnandia genieten van de begeleiding van trainer Kevin Nowacki. Op zondag 6 mei 2018 beleefde Wijnandia een historische dag door kampioen te worden in de vierde klasse en voor het eerst te promoveren naar de derde klasse. De beslissende wedstrijd tegen WDZ eindigde in een overtuigende 5-1 overwinning voor Wijnandia, met belangrijke doelpunten van Timo van Gils en Stijn Winkens.

## Competitieresultaten 1997–2023

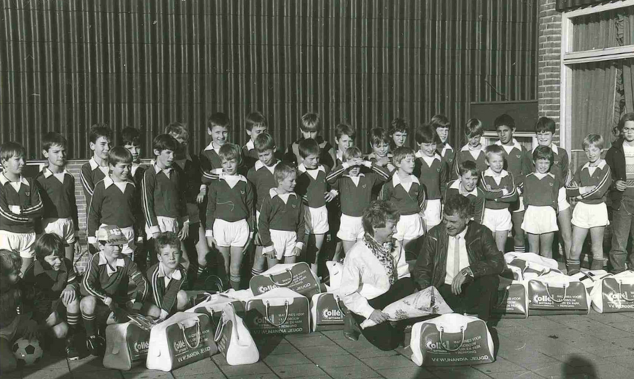
Jeugd van Wijnandia in de jaren 60 van de vorige eeuw

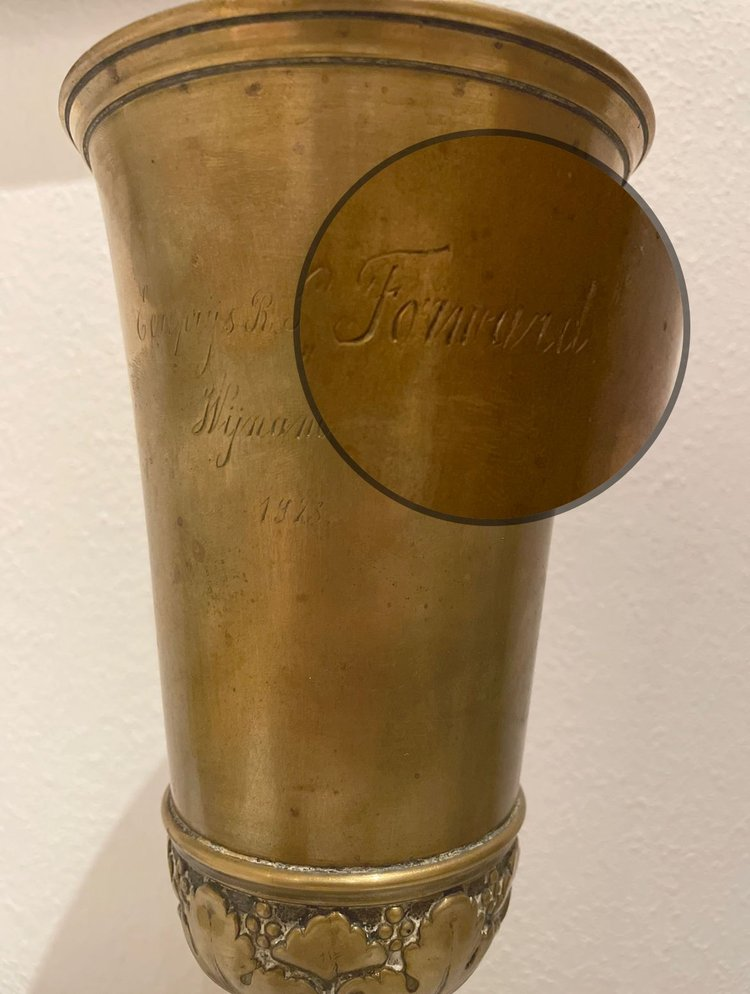
Troffee van R.K.V.V. Forward uit 1923

| 12 5B |

|  |

|  |

| 9 6B |

| 4 6A |

| 3 6B |

| 8 6B |

| 2 6B |

| 10 5B |

| 11 5B |

| 2 6B |

| 4 6A |

| 5 6B |

| 2 6A |

| 10 5B |

| 3 5B |

| 1 5B |

| 6 4C |

| 3 4B |

| 10 4B |

| 3 4A |

| 1 4B |

| 7 3A |

| 9 3A |

| * |

| 13 3A |

| 12 4A |

| Derde klasse | Vierde klasse | Vijfde klasse | Zesde klasse |

*= Het seizoen werd niet voltooid vanwege de toenmalige coronapandemie.
In elke staaf van de grafiek staat van boven naar beneden vermeld: 
- Eindnotering

Dit is de positie die de club heeft bereikt in de competitie, zonder eventuele beslissings-, play-off- of nacompetitiewedstrijden die nodig zijn geweest om bijvoorbeeld de kampioen van de competitie te bepalen.
Indien een * achter het getal staat is de notering een tussenstand en kan het zijn dat de notering niet overeenkomt met de uiteindelijke eindstand van de competitie.
Staat er een - dan is het seizoen nog bezig en is er geen definitieve uitslag bekend.
Staat er xx op de positie van de notering, dan heeft de club vroegtijdig de competitie verlaten. Dit kan onder andere komen door terugtrekking van het team, faillissement van de club of door een uitgedeelde straf van de KNVB. In veel gevallen staat elders in het artikel de reden vermeld.
Staat er een ? dan is het resultaat uit het verleden onbekend, en is alleen de competitie of het niveau bekend van dat seizoen.
In de seizoenen 2019/20 en 2020/21 werd wegens de coronacrisis het amateurvoetbal afgebroken. Daardoor kennen deze staven geen eindklassering (middels -- weergegeven).
- Competitieniveau en afdelingsletter of Officiële eindstand Eredivisie
  - Competitieniveau en afdelingsletter

Hierbij geeft het getal het niveau weer, dat ook terug te vinden is in de legenda. De letter is de afdelingsaanduiding en wordt gebruikt wanneer er meer afdelingen zijn op hetzelfde niveau. De afdelingsletter is altijd een hoofdletter en wordt meestal zonder nummer gebruikt.
Voorbeeld: 2F is niveau 2e klasse competitie F.
Het competitieniveau en nummer wordt niet vermeld wanneer er slechts één competitie van dit niveau was.
  - Officiële eindstand Eredivisie (getal staat tussen haakjes vermeld)

Sinds de introductie van play-offwedstrijden voor Europees voetbal na afloop van de reguliere competitie in 2005/06, is de KNVB verplicht een eindstand van de Eredivisie door te geven aan de UEFA aan de hand van deze play-offwedstrijden.
Bij deze eindstand staan clubs die zich hebben gekwalificeerd voor Europees voetbal hoger dan clubs die zich niet wisten te kwalificeren. Indien er geen verschil was tussen de eindnotering en de officiële eindstand, staat dit getal niet vermeld.

- Onderafdeling

Hier staat afgekort de naam van de onderafdeling indien de club in dat jaar in een onderafdeling uitkwam. Tevens staat deze afkorting in de legenda en wordt gelinkt naar het artikel over deze onderafdeling. Deze afkorting wordt alleen vermeld wanneer de club in het verleden in verschillende onderafdelingen heeft gespeeld. Deze vermelding is in de staaf altijd in kleine letters. Deze onderafdelingen zijn na het seizoen 1995/96 afgeschaft. Heeft de club in slechts één onderafdeling gespeeld, dan is dit alleen terug te vinden in de legenda.
Onder de staaf staat het jaartal vermeld waarin het seizoen is afgesloten. 15 verwijst naar het seizoen 2014/15 of eventueel het seizoen 1914/15.
Wanneer een staaf leeg is, zijn deze gegevens niet bekend. Het kan ook zijn dat de club dat seizoen niet heeft meegespeeld op het hogere amateurniveau, vroegtijdig de competitie heeft verlaten of uit de competitie is gezet.

In het seizoen 1944/45 was er wegens de Tweede Wereldoorlog geen regulier competitievoetbal.